# Lost – Eltűntek
A Lost – Eltűntek avagy Pokoli éden (eredeti címén Lost) népes rajongótábornak és számos szakmai elismerésnek – köztük az Emmy- és a Golden Globe-díjaknak örvendő – amerikai sokszereplős televíziós sorozat. Eredetileg az AXN szerezte be és "Lost - Pokoli Éden" címmel kezdte vetíteni, ám később az RTL-lel közösen közreműködve átnevezték. 2004-ben kezdődött vetítése 2010-ben ért véget. Története alapvetően egy különös trópusi sziget lakóinak életét – köztük elsősorban egy repülőgép-szerencsétlenség túlélőinek sorsát – követi nyomon epizódról epizódra, mélységében elemezve a szereplőket. A történetvezetés különös hangsúlyt fektet az egyének lelki hátterének, döntéseik motivációinak bemutatására.

## Alapkoncepció

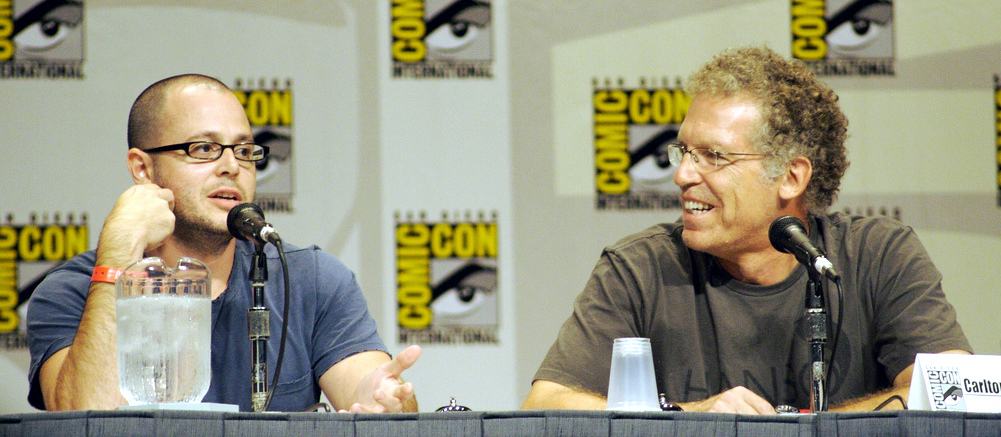
Damon Lindelof és Carlton Cuse, a sorozat írói

A sorozat megteremtésének gondolata 2004 januárjában fogant meg, amikor is Lloyd Braun – aki ez időben az ABC televíziótársaság szórakoztató műsorokért felelős elnöke volt – benyújtotta igényét egy olyan televíziós sorozat iránt, ami a Számkivetett, az Alkonyzóna, A legyek ura, és népszerű valóságshow, a Survivor ötvözeteként jellemezhető. Az ötletet Jeffrey Lieber dolgozta ki papíron, elkészítve a leendő sorozat pilotját (próbaepizódját), s munkájának a Nowhere (Senkiföldje) címet adta. A producerek azonban lesújtó véleménnyel voltak a forgatókönyvről; végig sem olvasták, és már látták: ez nem fog működni.
J. J. Abrams, az Alias című sorozat alkotója kapta a pilot teljes újraírásának feladatát. Bár eleinte habozott, hamar megtetszett neki a sorozat ötlete, amikor megtudta, hogy ez nem csupán egy lakatlan szigeten játszódó túlélődráma, hanem sokkal több annál: különböző sci-fi-elemek kombinációja is, ami egy misztikus hátteret ad a sztorinak. J. J. felvette a kapcsolatot Damon Lindelof íróval, aki ekkor a Bostoni halottkémeken dolgozott, majd összefogva vele, kialakította a sorozat stílusjegyeit, karaktereit, főbb momentumait. Gondolataikat egy tizenöt oldalas vázlatban összegezték, amit azonnal leadtak a csatornának. Meglepetésükre már másnap megkapták a nagy hírt: az ABC a vázlat alapján berendelte a nyitóepizódot. Elképesztő volt ez a tempó a csatorna részéről, lévén, hogy forgatókönyv helyett csupán vázlatot kaptak.

## Évadok
Lásd még: A Lost epizódjainak listája
A sorozat 6 évad után ért véget. Az egyes epizódok körülbelül 40-42 percesek. Az első évad 25, a második 24, a harmadik 23, a negyedik 14, az ötödik 17 és a hatodik 18 epizódból áll. Az utolsó három évad az eredeti tervek szerint 16 részes lett volna, s így a sorozat végül 120 epizódot tett volna ki. A forgatókönyvírók 2007–2008-as sztrájkja azonban megakasztotta a Lost forgatását is, így a negyedik évad tervezett 16 részéből csak 14 készült el. A hiányt úgy pótolták, hogy az ötödik és a hatodik évad hosszabb lett a tervezettnél, így a sorozat 121 epizód után ért véget. Amerikában az ABC csatorna 2010. május 23-án adta le az utolsó epizódot. Magyarországon az AXN 2010. július 26-án fejezte be a sorozat vetítését, és 2011 áprilisában visszatért.
| A Lost megjelenései                       | A Lost megjelenései         | A Lost megjelenései         | A Lost megjelenései | A Lost megjelenései | A Lost megjelenései | A Lost megjelenései | A Lost megjelenései | A Lost megjelenései |  |
| ----------------------------------------- | --------------------------- | --------------------------- | ------------------- | ------------------- | ------------------- | ------------------- | ------------------- | ------------------- |  |
| A megjelenés módja és helye               | A megjelenés módja és helye | A megjelenés módja és helye | Első évad           | Második évad        | Harmadik évad       | Negyedik évad       | Ötödik évad         | Hatodik évad        |  |
| sugárzás                                  | ABC CTV                     | kezdés                      | 2004. 09. 22.       | 2005. 09. 21.       | 2006. 10. 04.       | 2008. 01. 31.       | 2009. 01. 21.       | 2010. 02. 02        |  |
| sugárzás                                  | ABC CTV                     | zárás                       | 2005. 05. 25.       | 2006. 05. 24.       | 2007. 05. 23.       | 2008. 05. 29.       | 2009. 05. 13.       | 2010. 05. 23        |  |
| sugárzás                                  |                             |                             |                     |                     |                     |                     |                     |                     |  |
| sugárzás                                  | AXN                         | kezdés                      | 2005. 01. ??.       | 2006. 01. 22.       | 2007. 02. 11.       | 2008. 04. 06.       | 2009. 04. 06.       | 2010. 04. 12.       |  |
| sugárzás                                  | AXN                         | zárás                       | 2006. ??.           | 2006. 06. ??.       | 2007. 07. 11.       | 2008. 10. 05.       | 2009. 07. 27.       | 2010. 07. 26.       |  |
| sugárzás                                  |                             |                             |                     |                     |                     |                     |                     |                     |  |
| sugárzás                                  | RTL                         | kezdés                      | 2005. 08. 26.       | 2006. 09. 01.       | 2007. 09. 28.       | 2008. 10. 05.       | 2009. 07. 05.       | nincs kitűzve       |  |
| sugárzás                                  | RTL                         | zárás                       | 2006. 02. 17.       | 2007. 02. 10.       | 2008. 03. 04.       | 2008. 11. 16.       | 2009. 08. 23.       | nincs kitűzve       |  |
| sugárzás                                  |                             |                             |                     |                     |                     |                     |                     |                     |  |
| DVD-kiadás                                | (1. Régió)                  | (1. Régió)                  | 2005. 09. 06.       | 2006. 09. 05.       | 2007. 12. 11.       | 2008. 12. 09.       | 2009. 12. 08.       | 2010. 08. 24. ?     |  |
| DVD-kiadás                                |                             |                             |                     |                     |                     |                     |                     |                     |  |
| DVD-kiadás                                | (Magyarország)              | (Magyarország)              | 2006. 09. 05.       | 2007. 08. 29.       | 2008. 03. 19.       | 2009. 03. 18.       | 2010. 03. 10.       | 2011. 02. 16.       |  |
|                                           |                             |                             |                     |                     |                     |                     |                     |                     |  |
| zenei CD-kiadás (Lásd még: A Lost zenéje) | (Egyesült Államok)          | (Egyesült Államok)          | 2006. 03. 21.       | 2006. 10. 03.       | nincs adat          | nincs adat          | nincs adat          | nincs adat          |  |
| zenei CD-kiadás (Lásd még: A Lost zenéje) |                             |                             |                     |                     |                     |                     |                     |                     |  |
| zenei CD-kiadás (Lásd még: A Lost zenéje) | (Magyarország)              | (Magyarország)              | 2008. 06. 01.       | 2008. 06. 01.       | 2008. 10. 05.       | nincs adat          | nincs adat          | nincs adat          |  |

## Az epizódok formátuma
Az epizódokat egy-egy rövid összefoglaló előzi meg, illetve előzetes követi, de ezek nem részei az egyes tulajdonképpeni részeknek. A részek főcím nélkül indulnak, a filmet csak percek múlva, mintegy hatásszünetként szakítja meg egy fekete képernyőn futó „LOST” felirat néhány másodpercre. A készítők és a szereplők nevei az első néhány percben, az alsó sarkokban jelennek meg. (Megjegyzendő, hogy számos rész közvetlenül az úgynevezett szemmotívummal indul.) Az egyes részeket szintén a felirat zárja, hagyományos értelemben vett stáblista nincs, bár az előzetes alatt végigfut a készítők névsora. Az epizódok ennek megfelelően meglehetősen tömörnek hatnak. Egy-egy rész hozzávetőleg 42 perc hosszúságú.
Az események zöme a szigeten zajlik. A filmbeli jelen történéseit az egyes szereplők viszonylag hosszas visszaemlékezései szakítják meg időről időre. Ezek feltárják az adott szereplők lelki világát, segítenek megérteni döntéseik mibenlétét és nagyban árnyalják azokat, egyben – mivel rámutatnak a szereplők előéletében levő összefüggésekre – a sorozat mitológiájának fő forrásai. Egy-egy adott rész általában csak egy túlélő szereplő múltját fejtegeti. Maguk a visszaemlékezések (angolból átvett szóval: flashbackek) képi világa nem különül el élesen a jelenétől, a váltást csak az érezhető környezetváltozás és egy rövid kísérő zenei alányomás jelzi.
Az első három évad minden epizódjában visszatekintések láthatók, ám a harmadik évad két utolsó részében rendhagyó módon már előretekintések (angolból átvett szóval: flashforwardok) vannak. A 4. és az 5. évadban vannak még ugyan visszatekintések, de már több az előretekintés, amely a szereplők jövőjét mutatja be hazakerülésük után.
A 6. évadban két epizódban van visszatekintés. A többi részben ún. flash-sidewaysek vannak, amelyek egy alternatív idősíkban játszódnak, és bemutatják, milyen lett volna a szereplők élete, ha az Oceanic 815 nem zuhan le.

## Történetvezetés
Fő szócikk: A Lost epizódjainak listája
|  | Alább a cselekmény részletei következnek! |

### Első évad
Az Oceanic Airlines 815-ös, Sydney – Los Angeles repülőjáratán valahol félúton a Csendes-óceán felett meghibásodik a fedélzeti rádió, így a pilóták a közelebbi Fidzsi-szigetek felé veszik az irányt, hogy a hibát ott kijavíttathassák. Egy lakatlannak tűnő, trópusi sziget felett azonban – a tervezett útvonaltól mintegy 1000 mérföldre – a gép erős turbulenciába kerül és három nagyobb részre szakadva lezuhan. Az első évad a tengerpartra zuhant törzsrész túlélői szemszögéből ábrázolja a történteket. Az első sokkból felocsúdva néhányan – nem tudván, hogy a berendezések meghibásodtak – elindulnak a sziget belsejében lezuhant orr-részt megkeresni, hogy annak rádióján keresztül hívhassanak segítséget. Az ott még élve talált másodpilótától kapott kézirádióval egy másik csoport indul el a sziget magasabb tisztásai felé, a jobb vételben reménykedve. Kapcsolatba lépniük ugyan nem sikerül senkivel, ám befognak egy 16 éve sugárzott, francia nyelvű segélykérő üzenetet. Mivel ebből következik, hogy a segítség immáron 16 éve nem érkezett meg, a csoport tagjai megállapodnak abban, hogy felfedezésüket – elkerülendő a hisztériát – titokban tartják. Szintén nem mindenki értesül arról, hogy mindkét csoportot támadás érte az erdőben; az elsőt – megölve a másodpilótát – egy füstgomolyag, a másodikat egy jegesmedve támadja meg. A túlélők 72 fős táborából így az alapján, hogy kinek mennyi információ áll rendelkezésére, elkezdenek kiemelkedni a vezető karakterek, a sérültek ápolása kapcsán is pedig különösen Jack Shephard, egy Los Angeles-i sebészorvos. A nézeteltérések a repülőgép étel- és italkészleteinek fogyásával egyre inkább élesednek; a kényszer végül gyűjtögető utakra viszi az életben maradtakat, John Locke vezetésével pedig megindul a vadászat a szigeten élő vaddisznókra. Idővel Locke állandó vadászpartnerévé lesz Boone Carlyle, akivel egy útjuk alkalmával egy földbe ásott, lezárt betonbunkert fedeznek fel. Ugyan innentől kezdve minden idejüket ennek kinyitására szentelik (sikertelenül), azonban – bár jó néhányan érdeklődnek afelől, hogy miért térnek vissza minden vadászatukról üres kézzel – a csoportnak nem árulják el, hogy mivel foglalatoskodnak. A túlélők közül többeket különös álmok és víziók kezdenek gyötörni. Locke egy valószerű álmában egy lezuhanó kisgépet lát, amit később Boonenal együtt egy szikla tetején imbolyogva valóban meg is találnak. A gép bizonytalan egyensúlya azonban megbomlik Boone alatt, amikor az felmászik hozzá, s ő a zuhanás során halálos sérüléseket szenved. Boone végül Jack karjaiban hal meg, aki nem tudja jól ellátni, részben mivel Locke félretájékoztatta őt a baleset körülményeiről. A két vezető karakter ellentéte ezzel kiélesedik, s Locke végül kénytelen lesz felfedni a csoport előtt a kisgép és a bunker létezését is. A repülőgépet mindazonáltal drogcsempészek használták, s az tele van heroinnal – válaszút elé állítva ezzel Charlie Pace karakterét, aki csak a szigeten és Locke erőteljes ráhatására hagyott fel a kábítószerrel. Jack fényes nappal többször is látni véli korábban meghalt apját, s ezen víziói végül egy barlangban felfakadó forráshoz vezetik. A vízhiány miatt és nagyobb biztonságot keresve a túlélők szétválnak: egy részük a barlanghoz költözik, a többiek azonban – bízva abban, hogy egy arra haladó repülő vagy hajó ott könnyebben meglátja őket – a parton maradnak. Köztük Michael Dawson sem távozik a forráshoz; azonban hamarosan már feladja a megmentésükbe vetett reményét és – hogy fiát, Waltot kulturált környezetben, odahaza nevelhesse fel – egy tutaj építésébe kezd. Claire Littleton várandós anyukaként a születendő gyermekével kapcsolatos rémálmoktól szenved, amelyeket elsősorban gyermekének elvesztésétől és szülői alkalmatlanságától való félelmei fűtenek – Jack orvosi véleménye szerint. Időközben a darabokra szakadt repülőgép egyre újabb és újabb darabjait fedezik fel, így előkerül többek között Charlie kedvenc hangszere, a repülőn utazott marsall szállított fegyverei és egy golfkészlet is; a legtöbb dolog azonban Sawyer kezébe kerül, a többiek szerint gyógyszerek is. Így miután ő a csoport kérésére nem adja ki Shannon asztma elleni inhalátorát amikor annak szüksége lenne rá, Sayid – Locke behatására – vállalkozik rá, hogy kínzás árán tudja meg, hol vannak a gyógyszerek. Miután kiderül, hogy a keresett dolog soha nem is volt Sawyernél, Sayid szégyenében önkéntes száműzetésbe vonul, hogy a sziget egy távolabbi pontján a rádiós segélykérést rögzítő francia nő fogságába essék. Sayid tőle értesül, hogy az általuk lakatlannak hitt szigeten eleve is éltek emberek (a „többiek”), illetve Rousseau, a – teljes elszigeteltségben élő – francia nő tőle értesül az Oceanic 815 lezuhanásáról. Mire Sayid kiszabadul, addigra a túlélők táborában megkerül a repülőgép utaslistája is, s ebből – miután azt Hurley összevetette a táborukban élők listájával – kiderül, hogy az egyik „túlélő” nem is volt rajta a repülőn. Az így lelepleződött – „őslakos” – Ethan, eltűnik a táborból, s nem sokra rá elrabolja Claire-t és Charlie-t. Ugyan egy kisebb csapat a felkutatásukra indul, ám csak Charlie-t találják meg; Claire két héttel később maga jön vissza, s amikor Ethan ismét feltűnik, hogy Claire átadását követelje, a túlélők titkon elhatározzák foglyul ejtését és kivallatását – Charlie azonban hidegvérrel, bosszútól fűtve lelövi őt. Néhány héttel később fekete füstoszlop tűnik fel a sziget túlsó oldaláról, s Rousseau ez alapján figyelmezteti a túlélőket a „többiek” érkezésére. Az eddigre éppen elkészült tutajt így sietve, négy utassal (Michael, Walt, Sawyer és Jin) vízre bocsátják. A fenyegetés hatására Jack és Locke elhatározza, hogy – a biztos búvóhely reményében – a bunkert bármi áron ki kell nyitni; hogy ezt megtehessék, Rousseau egy, a sziget közepén korhadó, régi hajóroncshoz (a Fekete Sziklához) vezeti őket, ahol dinamitot találhatnak tervük végrehajtásához. A bunker ajtajának lerobbantásával azonban csak késő estére végeznek, így a túlélők a barlangban vészelik át az éjszakát, ám a rettegett „többiek” végül nem érkeznek meg – megtámadják viszont a tutajt, amit felgyújtanak, elrabolják Waltot, s a másik három utast otthagyják a vízben veszni.

### Második évad
A katasztrófa utáni 45. napon járunk. Az események innentől kezdve két szálon futnak, melyek az idő során összefonódnak. Az egyik a már korábban megismert szereplők tábora, a másik szál a tutaj-szerencsétlenség 3 felnőtt szereplőjével foglalkozik,Waltról csak később tudunk meg több információt. Az évad egy ismeretlen személy reggelével kezdődik, aki a Locke-ék által felfedezett bunkerben éli az életét immáron 3. éve. Jack Shephard és John Locke, miután berobbantották a bunker bejáratát, lemerészkednek a mélybe. Először Locke megy le, akit az ott élő Desmond Hume foglyul ejtett. Shephard utána ered és kisebb dialógus után felismeri az egyedül élő férfit, korábban találkoztak egy sportcsarnokban, ahol együtt futottak. Nem tudnak róla, de Kate Austen is utánuk ment. A bunkerbe való behatolás után megismerkedünk a szigetet behálózó tudományos intézettel, a DHARMA Kezdeményezéssel. Eközben a sziget túloldalán, Sawyer és Michael partot érnek hosszú vergődés után. Ekkor Jin hátrakötött kézzel rohan feléjük, és kiáltja, hogy „többiek, többiek”. A távolban megjelenik 3 személy, akiket csak nagyon homályosan lehet látni. Az egyikük, Mr.Eko leüti mindannyiukat és egy földbe beásott ketrecbe zárják be őket. Hosszú idő után kiengedik őket, hogy tisztázhassák magukat, és megtudjuk, hogy a maroknyi ember, akik fogságba ejtették a 3 túlélőt, a repülőgép farokrészében ültek. Betekintést nyerünk az ő első 48 napjukba is. Ők azonnal tudtak a "Többiek" jelenlétéről, ugyanis már az első nap 9 embert elraboltak, később még többször is felbukkantak náluk. Ez konfliktushoz vezetett a táborukban, és Ana Lucia Cortez, az egyik vezéregyéniség a táborban, gyanakodni kezd egy férfira, akit bezárnak a ketrecbe. Később kiderült, hogy nem ő a tettes, hanem Goodwin Stanhope, aki szintén a többiektől jött. Mikor Ana Luciával egyszer elmennek sétálni, a nő rájön,hogy Stanhope állt az egész mögött, és a hasába döf egy dárdát a férfinak. Ekkor úgy döntenek az ott élők, hogy csatlakoznak a másik táborhoz, így elhagyják régi otthonukat. A megsebzett Sawyert viszont nem egyszerű ellátni a túra közben, több nehézség is adódik vele ez idő alatt (a többiek lőttek bele a vállába még a tutajon). Mikor megérkeznek, Shannon épp a víznél tevékenykedik, amikor meglátja Waltot, akiről ömlik a víz, és valamit suttog neki, ám ezt nem lehet érteni. Shannon utána ered, ám Walt menekül és Ana Lucia véletlen hasba lövi a nőt, mivel azt hiszi,hogy ő is egyike a többieknek. Sayid, akivel közben kezdett elmélyülni kapcsolata, meglátta,hogy a lány súlyosan megsebesült és odarohant, ekkor már világos volt a farokrész túlélőinek, hogy egy „szövetségest” lőttek le. A túlélők és a „Többiek” konfliktusa eközben egyre csak fokozódik; a tudomány és a hit ellentéte kiemelt szerepet kap. Míg korábbi rejtélyek megválaszolódnak, újabbak kerülnek előtérbe. Nem sokkal később Michael elindul és megkeresi a fiát, de egyedül akarja ezt csinálni, így Shephardöt és Locke-ot bezárja a bunker fegyverraktárába. Miután sikerül kiszabadulniuk, Jack, Locke és Sawyer utána megy, hogy segítsenek, ám az egyik éjjel a többiek területére tévednek. Itt találkoznak Tommal, az álszakállas úriemberrel, aki a többiek vezetőjét képviseli. Hosszas beszélgetésükben rátérnek arra, hogy mit nem szabad csinálniuk a túlélőknek a szigeten, hiszen ez a hely nem az övék. Megpróbálja rábírni Locke-ékat, hogy tegyék le a fegyvert és távozzanak, ám Jack nem hisz a fenyegetéseknek és nemet mond. Ekkor egy ismerős nevet szólítanak: „Alex, hozd ide őt”. Egy nőt hoznak ki zsákkal a fején, akiről kiderül, hogy Kate az. Utánuk ment, hogy segítsen, ám terve balul sült el. Ezzel meggyőzték őket, hogy távozzanak, ám még itt nincs vége a harcnak. Miután visszatértek, elkezdték kidolgozni a tervet,hogy hogy is lehetne legyőzni a többieket. Váratlanul Russeau,a francia hölgy bukkan fel, hogy talált valakit az erdőben, és meg van győződve róla, hogy a többiek közé tartozik. Az úriembert, álnevén Henry Gale-t a bunkerbe viszik és elkezdik kérdezgetni. Elmondja, hogy egy hőlégballon-szerencsétlenség áldozata lett, és feleségével lezuhantak, ám a nő nem élt sokáig. Sayid azonban nem hitt neki, és megkínozta, de nem jutott előrébb. Rajzoltattak vele egy térképet, hogy megkeressék a hőlégballont. Míg Sayidék távol voltak, Locke és Henry magukra maradtak, és egy szokatlan dolog történik: a bunker ajtajai lezáródnak, a gombot pedig meg kell nyomni. Az ajtók zárásakor Locke-nak megsebesül a lába, az egyik ajtó rácsukódik. Ekkor megkéri Gale-t, hogy nyomja meg a gombot, ám a férfi később azt hazudta neki, hogy nem csinált semmit, a veszély mégis elmúlt. Míg feküdt, Locke látott egy hologramtérképet, amely egy ötszöget ábrázolt, közepén egy hatodik ponttal, mindegyik pont egy kérdőjel volt. Miután lerajzolta a térképet, Mr. Eko a segítségére ered, mivel Locke már nem hisz többé a "gombnyomogatásban". Útjuk során Eko rájön, hogy a rajz egy térkép, amely a DHARMA kezdeményezés hat fő állomását jelzi. Ekot álmok vezetik, álmaiban az öccse, Yemi jelenik meg, és ő irányítja. Végül megtalálják a bunkert a régi sárga gép roncsai alatt, ami kiderült, hogy Eko gépe volt, az ő drogokat tartalmazó Mária-szobrai voltak benne az öccsével együtt. A gép pont a bunker tetejére zuhant, amit kinyitottak. Mikor leérkeztek és felkapcsolták a villanyt, egy hatalmas szekrény tele televíziókkal jelent meg, amelyeken a többi állomást figyelték meg. Itt Locke teljesen elvesztette a hitét, és eldöntötte, hogy nem fogja többet megnyomni a gombot, ebbe a tervébe Desmondot is belevette. Eko azonban egy különös dologra lesz figyelmes: a kulcs a nyakában elkezd magától felemelkedni, mikor elhalad egy vasszerkezet mellett a bunkerben. Ekkor ő már tudja, hogy ez nem lehet hazugság. Közben Sayidék visszajöttek, és kiderült, hogy a fogoly neve nem Henry Gale, hiszen az ő maradványait találták meg elásva a hőlégballon alatt. Michael nem sokkal később visszatért, hogy kiszabadítsa a többiek tagját, ugyanis felszólították erre a fiáért cserébe. Azzal viszont nem számolt, hogy súlyos hibát vét: Ana Luciát és Libbyt is megöli, majd saját magát vállon lövi, miután kinyitotta a fogvatartottnak az ajtót,álcázván egy szökést. Michaelnek azonban ez volt a terve. 4 embert kellett elvinnie, Jacket, Kate-et, Sawyert és Hugot. Ez sikerült is neki, de Jacket Sayid figyelmeztette, hogy Michaelt megzsarolták, így segíteni fog nekik. Azzal a hajóval fog hátulról menni, amellyel Desmond jött vissza a szigetre. Megpróbált elmenekülni azután, miután egy incidens történt a számítógéppel és meg kellett javítani azt, de elfutott, hogy elmenekülhessen a szigetről, ám terve balul sült el. A sziget visszavonzotta őt és ugyanott kötött ki. Miután a két halottat eltemették, az 5 személy útnak indult a többiek táborába, ám útközben Kate kifigyeli, hogy követik és tüzet nyit a két követőre, egyet sikerül lelőni. Jack elárulja, hogy tud Michael tervéről és nem fordulhatnak vissza, különben lelövik őket. A bunkerban eközben Locke és Desmond be vannak zárkózva, lezárták az ajtókat azzal a trükkel, amit még korábban Kelvin, Desmond elődje mutatott. Eko megpróbálja berobbantani az ajtót, ám az atombombabiztos, így semmi nem történik. Jackéket elkapják a többiek és a kikötőbe viszik, ahol Ben Linus (korábban Henry Gale) várja őket, és úgy tűnik, hogy ő az eredeti vezetője az „őslakosoknak”. Rátérnek az üzletre és Waltot a motorcsónakkal együtt elhozzák Michaelnek. A bunkerban Desmond rájön, hogy miatta zuhantak le a túlélők és megpróbálja beütni a kódot, ám Locke ledobja a gépet, amely azonnal tönkremegy. Ekkor Desmond úgy dönt,hogy itt az idő, el kell fordítani a kulcsot. Miután lejár az idő, hirtelen minden elkezd rázkódni, a mágnesesség mindent magához vonz és az egész épületből egy hatalmas káosz lesz. Eko megjelenik és Locke bocsánatot kért a „súlyos tévedéséért”. Desmond elfordítja a kulcsot, ami felrobbantja a bunkert, ekkor az ég bíborszínűvé vált és nagyon magas frekvenciájú hangot ad ki, amitől majdnem megsüketülnek az emberek. Miután vége van, a kikötőt látjuk ismét, ahogy az üzletet lebonyolították és Michael fiával együtt távozik a szigetről. Az évad úgy végződik,hogy az északi sarkon van két férfi, aki megfigyeli a szigetet, elektromágneses jelek után keresve. A két férfiről kiderül,hogy Desmond korábbi szerelmének, Penelopé Widmore-nak dolgoznak, aki egy nagyon befolyásos üzletember lánya.

### Harmadik évad
A lezuhanás utáni 67. naptól kezdődően folytatódik a történet. A bunker felrobbanása után a dolgok egyre rosszabbra fordulnak. Több haláleset is történik, ráadásul megdöbbentő információkat kapunk a szigetről. Egyre több mindent tudunk meg a „Többiek”-ről, és arról, hogy ki milyen ember is valójában. Miközben felcsillan a megmenekülés reménye, végzetes összecsapás készülődik a túlélők és az őslakosok között. Ahogy a túlélők egyre inkább részesei lesznek a Többiek életének, úgy mosódik el a határ jó és rossz között.

### Negyedik évad
A segélykérő üzenet elküldése után a túlélők összevesznek, és két csoportra válnak. A szigetre külvilági katonák érkeznek, méghozzá nem békés szándékkal. Míg a túlélők és a Többiek is hatalmas veszélybe kerülnek, néhány szigetlakónak sikerül elhagynia a szigetet, és visszatérnie a külvilágba.

### Ötödik évad
A negyedik évad rejtélyekkel teli befejezése után a lezuhant Oceanic 815-ös járatának túlélői most minden eddiginél nehezebb körülmények közt küzdenek életükért és egymásért. Ezúttal nem csak a dzsungel fenyegetéseivel, de az idősíkok közti ugrások okozta , sokszor nagy veszélyt hozó, kiszámíthatatlan változásokkal is szembe kell nézniük a szigeten maradtaknak. Az Oceanic Six, a hazajutott hat túlélő most a katasztrófa helyszínére visszavezető utat keresi, hiszen Ben elmondása szerint mindenkinek, kivétel nélkül vissza kell térnie az időközben eltűnt szigetre, hogy megmentsék a hátrahagyott társakat, és persze magát az időben elveszett Szigetet is. De hogyan, ha Locke halott, és többen hallani sem akarnak a visszaút ötletéről?...

### Hatodik évad
Ez az utolsó évad az ABC tv-sorozatából. A vetítés 2010. február 2-án kezdődik az Egyesült Államokban. A robbanás után az 1977-ben ragadtak ismét 2007-ben vannak. A túlélők a templomhoz mennek, hogy megmentsék Sayidot. Charles Widmore visszatér a szigetre és sok fegyveressel. Rengeteg harc lesz a túlélők és Widmore csapata között. Sawyer holtan találja az Ajira járat utasait. Megtudhatjuk, hogyan landolt az Oceanic 815-ös járata és megtudhatjuk, hogy kinek mit hozott volna az utazás, ez évadzáróból kiderül, hogy valójában egy „after-life flash sideway”, ami haláluk utáni életüket mutatja be, mielőtt továbblépnének az örökkévalóságba. Rengeteg halálesetnek lehetünk szemtanúi. Hat főszereplő meghal az évad során: Juliet, Ilana, Sayid, Jin, Sun és Jack. Végül hat szereplő (Kate, Claire, Frank, Miles, Sawyer, Richard) elrepül a szigetről örökre.

## Mitológia
Lásd még: A Lost mitológiája
A Lost epizódjai sok rejtélyes elemet tartalmaznak, amelyek tudományos-fantasztikumnak vagy természetfölötti jelenségeknek tulajdoníthatóak. A sorozat készítői megemlítették, hogy ezek alkotják a sorozat mitológiáját, egyben a rajongók legfőbb témáját.
A sorozat rejtélyes, mitikus elemei között van egy „szörny”, ami fekete füst alakjában járja a szigetet; egy olyan emberekből álló rejtélyes csoport, akiket a túlélők csak „a Többiek”-ként emlegetnek; egy DHARMA Kezdeményezés nevű szervezet, ami különböző célú kutatóállomásokat telepített a szigetre az 50-es években; Jacob, a titokzatos és láthatatlan lény, akinek a „Többiek” minden szavát teljesítik és csak Richard találkozhat vele; egy számsor, ami gyakran megjelenik a szereplők múltjában és jelenében; és személyes kapcsolatok a szereplők között, amikről a legtöbben nem is tudnak.
A sorozat ezentúl számos visszatérő elemet felvonultat, melyeknek általában nincs szerepük a történetben, viszont irodalmi vagy éppen filozófiai jelentést hordoznak. Rengeteg utalás van irodalmárokra és műveikre is. Néhány szereplő (részben vagy egészben) filozófusokról, szabad gondolkodókról kapta a nevét, úgy mint John Locke, Rousseau, Desmond David Hume vagy Edmund Burke.

## A forgatás

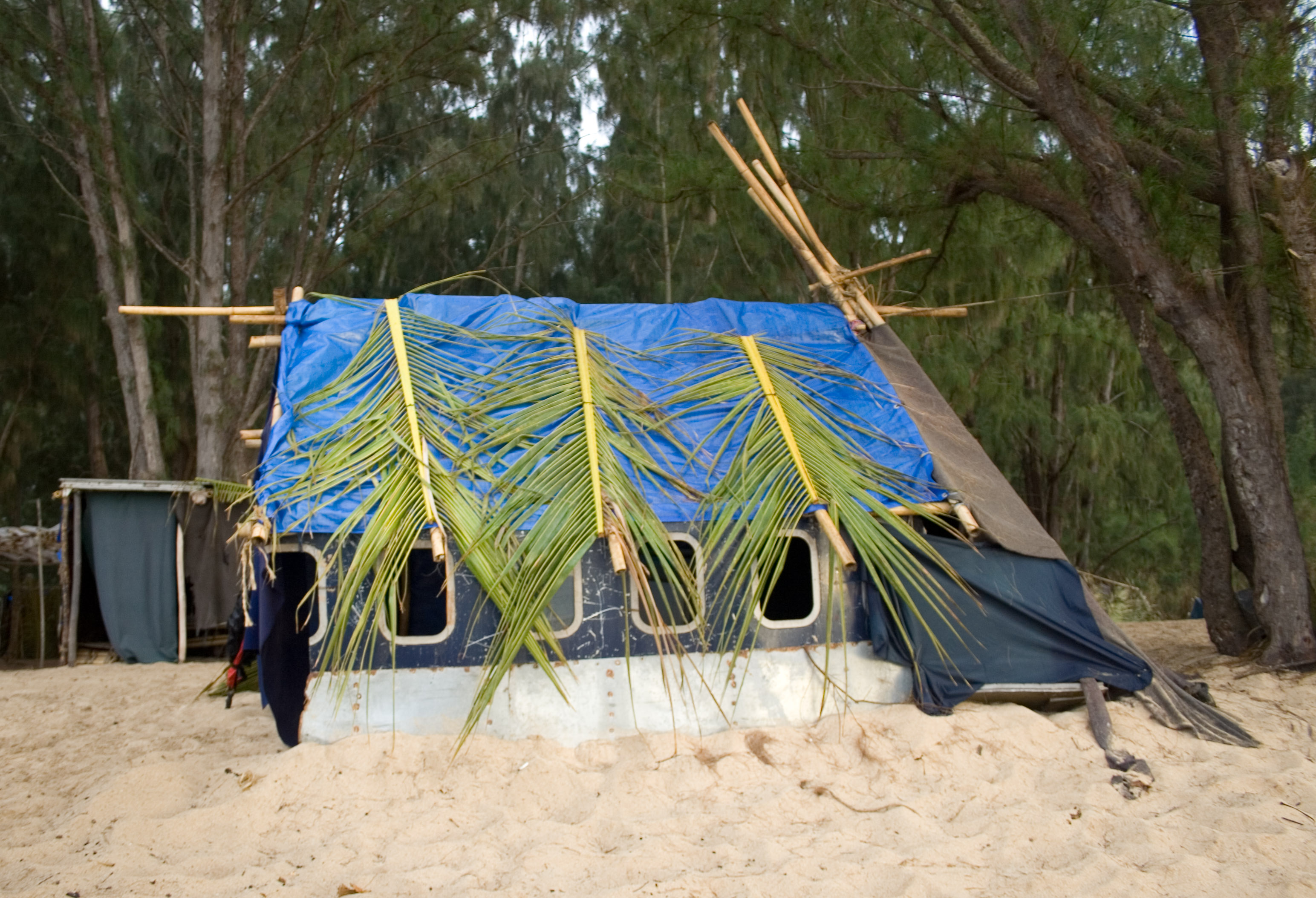
A forgatás helyszínén: egy túlélő menedéke

A képanyagot Panavision kamerával veszik fel; a filmméret 35 mm-es. Ugyan a cselekmény fő vonala egy fiktív csendes-óceáni szigeten zajlik, de több jelenet ezen kívül játszódik, valóban létező helyszíneken. Ezeket rendszerint a valódi helyszínen rögzítették, így a stáb forgatott Berlinben, Los Angelesben, New Yorkban, Miamiban, Londonban, s megfordult Dél-Koreában, Irakban, Nigériában Franciaországban, Thaiföldön és Ausztráliában is. A felvételek túlnyomó többsége azonban Hawaiion, Oahu szigetén készült: a nyitóepizód tengerparti jeleneteinek rögzítési helye Mokulēʻia Beach, a többié North Shore; a beltéri jelenetek többsége hawaii studiófelvétel. A Hawaii Kongresszusi Központ épülete szolgált helyszínül a sydneyi repülőtéren játszódó részekhez; a németországi és az iraki cselekmény egy része pedig szintén Hawaiion lett felvéve.

## A szereplők
|  | Alább a cselekmény részletei következnek! |

Az első három évad története alapján a légiszerencsétlenséget a repülőn utazó 324 személyből összesen 72 élte túl. Az első évadban felvonultatott 14 főszereplővel a szereplőgárda a második legnagyobb az amerikai televíziózás történetében. (A legnagyobb a Született feleségeké.) Bár a terebélyes stáb miatt a kiadások magasabbak a szokásosnál, a producerek szerint ezek bőven megtérülnek a történetvezetés így elérhető rugalmasságával. Bryan Burk, a sorozat ügyvezető producere elmondása szerint így „a szereplők árnyaltabbakká tehetők, az ábrázolható kapcsolatok – így például a szerelmi háromszögek – száma nő, a háttértörténet pedig mélyebb lehet.”

| A sorozat főszereplői                               |                          |                             |                   |                   | |
| Szereplő                                            | Színész                  | Magyar hang                 | Jelenlét (évadok) | Jelenlét (évadok) | Rövid leírás |
| Szereplő                                            | Színész                  | Magyar hang                 | Fő                | Vendég            | Rövid leírás |
| Sayid Jarrah †                                      | Naveen Andrews           | Barát Attila                | 1-6               |                   | Az Oceanic 815 túlélője; műszaki szakértő és vallatótiszt, az egykori iraki Köztársasági Gárda katonája az első Öböl-háborúig |
| Claire Littleton                                    | Emilie de Ravin          | Kiss Virág                  | 1-4, 6            | 5                 | Az Oceanic 815 túlélője; korábban egy tetoválószalon alkalmazottja                                                            |
| Jack Shephard †                                     | Matthew Fox              | Széles László (1×01-2×10)   | 1-6               |                   | Az Oceanic 815 túlélője; korábban idegsebész, gerinc-specialista                                                              |
| Jack Shephard †                                     | Matthew Fox              | Debreczeny Csaba (2×11-)    | 1-6               |                   | Az Oceanic 815 túlélője; korábban idegsebész, gerinc-specialista                                                              |
| Hurley (Hugo Reyes)                                 | Jorge Garcia             | Fesztbaum Béla              | 1-6               |                   | Az Oceanic 815 túlélője; korábban gyorséttermi kiszolgáló, balszerencse övezte lottó-nyertes                                  |
| Sawyer (James Ford)                                 | Josh Holloway            | Dányi Krisztián             | 1-6               |                   | Az Oceanic 815 túlélője; árva; szélhámos; megrögzötten kutatja szülei halálának okozóját                                      |
| Jin-Soo Kwon †                                      | Daniel Dae Kim           | Kapácsy Miklós              | 1-6               |                   | Az Oceanic 815 túlélője; korábban halász, szállodai alkalmazott; Sun-Hwa Kwon férje, felesége apjának jobbkeze                |
| Sun-Hwa Kwon †                                      | Yunjin Kim               | Lázár Erika és Nyírő Eszter | 1-6               |                   | Az Oceanic 815 túlélője; Jin-Soo Kwon felesége                                                                                |
| Kate Austen                                         | Evangeline Lilly         | Németh Kriszta              | 1-6               |                   | Az Oceanic 815 túlélője; gyilkosságért körözött szökevény                                                                     |
| John Locke †                                        | Terry O’Quinn            | Balázsi Gyula               | 1-6               |                   | Az Oceanic 815 túlélője; korábban egy dobozgyár mozgássérült alkalmazottja                                                    |
| Boone Carlyle †                                     | Ian Somerhalder          | Seszták Szabolcs            | 1                 | 2-3, 6            | Az Oceanic 815 túlélője; korábban esküvőszervező; Shannon Rutherford mostohatestvére                                          |
| Shannon Rutherford †                                | Maggie Grace             | Solecki Janka               | 1-2               | 3, 6              | Az Oceanic 815 túlélője; balett-tanár; Boone Carlyle mostohatestvére                                                          |
| Charlie Pace †                                      | Dominic Monaghan         | Tóth Roland                 | 1-3               | 4, 6              | Az Oceanic 815 túlélője; korábban a Drive Shaft drogfüggő basszusgitárosa                                                     |
| Walt Lloyd                                          | Malcolm David Kelley     | Jelinek Márk                | 1                 | 2-5               | Az Oceanic 815 túlélője; diák, Michael Dawson fia, akitől korábban elválasztva élt                                            |
| Michael Dawson †                                    | Harold Perrineau Jr.     | Megyeri János               | 1-2               | 4, 6              | Az Oceanic 815 túlélője; korábban festő- és grafikus művész, később építész-technikus; Walt Lloyd apja                        |
| Ana Lucía Cortez †                                  | Michelle Rodriguez       | Kéri Kitty                  | 2                 | 1, 5-6            | Az Oceanic 815 túlélője; korábban rendőr, majd biztonsági őr                                                                  |
| Elizabeth "Libby" Smith †                           | Cynthia Watros           | Orosz Anna                  | 2                 | 4, 6              | Az Oceanic 815 túlélője; korábban pszichológus                                                                                |
| Mr. Eko †                                           | Adewale Akinnuoye-Agbaje | Csuja Imre                  | 2-3               |                   | Az Oceanic 815 túlélője; különösen ellentmondásos drogkereskedő, saját meggyőződéséből pap                                    |
| Nikki Fernandez †                                   | Kiele Sanchez            | Nyírő Eszter                | 3                 |                   | Az Oceanic 815 túlélője; szélhámos, Paulo társa                                                                               |
| Paulo †                                             | Rodrigo Santoro          | Hegedüs Miklós              | 3                 |                   | Az Oceanic 815 túlélője; szélhámos, Nikki társa                                                                               |
| Benjamin Linus (Henry Gale)                         | Michael Emerson          | Besenczi Árpád              | 3-6               | 2                 | A Többiek központi alakja; egykori DHARMA-alkalmazott                                                                         |
| Desmond David Hume                                  | Henry Ian Cusick         | Haás Vander Péter           | 3-6               | 2                 | Hajótörött, az egykori Hattyú állomás lakója; korábban pap, katona                                                            |
| Juliet Burke †                                      | Elizabeth Mitchell       | Orosz Helga                 | 3-5               | 6                 | Eredetileg a Többiek csoportjához tartozó kutatóorvos, termékenységi szakértő                                                 |
| Daniel Faraday †                                    | Jeremy Davies            | Láng Balázs                 | 4-5               | 6                 | A helikopterrel a szigetre érkezők egyike; fizikus                                                                            |
| Miles Straume                                       | Ken Leung                | Bartucz Attila              | 4-6               |                   | A helikopterrel a szigetre érkezők egyike; szellemirtó (?)                                                                    |
| Charlotte Staples Lewis †                           | Rebbecca Mader           | Hámori Eszter               | 4-5               | 6                 | A helikopterrel a szigetre érkezők egyike; régész                                                                             |
| Richard Alpert                                      | Nestor Carbonell         | Tóth Tamás                  | 6                 | 3-5,              | Jacob szavainak közvetítője, a Többiek egy csoportjának a vezetője.                                                           |
| Christian Shephard                                  | John Terry               | Rosta Sándor (1×05-4×14-ig) |                   | 1-6               | Jack Shepard apja. |
| Christian Shephard                                  | John Terry               | Uri István (5×05-)          |                   | 1-6               | Jack Shepard apja. |
| † : a szereplő a történet folyamán életét vesztette |                          |                             |                   |                   | |

A szerzők az évadok során több szereplőt is kiírtak a sorozatból, egyrészt, hogy helyet biztosítsanak újabbaknak és ezzel frissítsék a történetet, másrészt, hogy így tegyék valószerűbbé a történetet. A korábbi főszereplők visszaemlékezéseken vagy látomásokon keresztül időről időre felbukkannak. Érdekesség, hogy az eredetileg kiírásra szánt szereplőt, Jack Shapherdöt végül benntartották, mivel túl népszerűvé vált a nézők körében – így Boone Carlyle lett az első főszereplő, akitől megváltak. A történet szempontjából a kiírás leggyakoribb módja a halál; a halálokok között megtalálható a valódi baleset (Boone Carlyle) ugyanúgy, mint a félrevezetésből bekövetkező (Shannon Rutherford), de a gyilkosság (Ana Lucia Cortez, Libby), az élve eltemetés (Nikki, Paulo) és a tudatosan vállalt halál (Charlie) is előfordul. A szereplők rendszerint önös hibáikból halnak meg, csak egy szereplő halála (Mr. Eko) tudható be közvetlenül a sziget különös voltának. Két szereplő egyszerűen elhajózott a szigetről (Michael, Walt).
Az első évad története alapvetően a géptörzs túlélői szemszögéből ábrázolta a helyzetet; a további évadok új szereplői a farokrészben utazók (Ana Lucia Cortez, Libby, Mr. Eko) vagy már korábban is a szigeten élő személyek (Desmond, Ben, Juliet) voltak. Két új szereplő a törzsrész korábban a háttérbe húzódó túlélője (Nikki, Paulo) volt.
Néhány mellékszereplőnek ugyanakkora a szerepe, mint némely főszereplőknek: visszaemlékezéseik külön epizódban kapnak helyet (Rose, Bernard), illetve alakításuk kulcsfontosságú a történet szempontjából (például Danielle Rousseau). Számos szereplő a történet előrehaladtával egyre nagyobb jelentőséget kapó Többiek csoportjából való (Ethan, Alex, Tom). Néhány mellékszereplő rendszeresen feltűnik a többiek visszaemlékezéseiben (Edward Mars, Cindy Chandler, Christian Shephard, Nadia).
Eddig az egyetlen főszereplő, akinek még nem volt közvetlen visszaemlékezése: Libby.
|  | Itt a vége a cselekmény részletezésének! |

## Fogadtatás
A kritikusok és nézők által is pozitívan megítélt sorozat az USA-ban átlag 15,5 millió nézővel büszkélkedhet. 2005-ben elnyerte a legkiemelkedőbb dráma sorozat díját az Emmy Awardson, a legjobb amerikai sorozat díját a British Academy Television Awardson, és 2006-ban a legjobb dráma díját a Golden Globe díjátadón. A sorozat a Született feleségekkel és A Grace klinikával egyetemben elősegítette az ABC újbóli felemelkedését.
A Lost népszerűségét tükrözi vissza, hogy számos más sorozatban, könyvben, képregényben, dalszövegben, vicclapokban is láthattunk utalásokat a sorozat főbb elemeire. A sorozat univerzuma lehetővé tette könyvek kiadását is, és egy alternatív valóság játéknak, a The Lost Experience-nek létrejöttét. 2007-ben speciális „mobizódok” is készülnek a mobiltelefon tulajdonos rajongók nagy örömére. 2008 elején, a 4. évad kezdésével egy időben megjelent egy számítógépes játék is.

### USA-beli nézettség
USA-beli nézettsége a Lostnak az ABC-n (az epizódok átlagos nézettsége alapján).
| Évad | Időpont (EST) | Premier              | Finálé          | TV Szezon | Helyezés | Nézettség (millió) | Célcsoport (18-49) |
| ---- | --- | -------------------- | --------------- | --------- | -------- | ------------------ | ------------------ |
| 1    | Szerda 20:00 | 2004. szeptember 22. | 2005. május 25. | 2004–2005 | #14      | 16.1               | 5.8                |
| 2    | Szerda 21:00 | 2005. szeptember 21. | 2006. május 24. | 2005–2006 | #14      | 15.5               | 6.4                |
| 3    | Szerda 21:00 (2006. október 4-étől 2006. november 8-áig) Szerda 22:00 (2007. február 7-étől 2007. május 23-áig)        | 2006. október 4.     | 2007. május 23. | 2006–2007 | #17      | 14.6               | 6.3                |
| 4    | Csütörtök 21:00 (2008. január 31-étől 2008. március 20-áig) Csütörtök 22:00 (2008. április 24-étől 2008. május 22-éig) | 2008. január 31.     | 2008. május 29. | 2008      | #19      | 13.19              | N/A                |
| 5    | Szerda 21:00 | 2009. január 21.     | 2009. május 6.  | 2009      | #26      | 11.35              | N/A                |

A nyitóepizód 18,6 millió nézőt csábított a TV-képernyő elé, amikor az ABC tévétársaság legelőször tűzte műsorára. A csatornának ez volt az első nagy sikere a 2000-es Who Wants to Be a Millionaire? (a magyar csatornán Legyen Ön is milliomos!) című kvízjáték óta. A sorozat az elkövetkező hetekben is elérte a nézettségi csúcsot, csak a Született feleségek első része tudta felülmúlni.

### Világnézettség
Az Informa Telecoms and Media 2006-os felmérése, amit 20 országban végeztek el kimutatja, hogy a Lost volt a második legnézettebb műsor a Miami helyszínelők után. A Lost volt 2008-ban a legtöbbet letöltött sorozat a világon, 5 730 000 letöltéssel.

### Díjak
A rendkívül sikeres első évad után, a Lost nyerte az Emmy Award díját dráma kategóriában. 2006 januárjában, elnyerte a Legjobb dráma kitüntetést a Golden Globe díjátadón. 2005-ben a Writers Guild of America Award a zseniális forgatókönyv miatt adott át díjat, a szintén ez évi Producers Guild Award a legjobb produkció névvel illette, míg a Screen Actors Guild Award a legjobb stáb címmel díjazta.

### Rajongók és a tömegkultúra
Más kultikus tv-sorozatokhoz hasonlóan a Lost hatalmas nemzetközi rajongótábort teremtett magának. A Lost rajongóknak, akik néha Lostawaysnek vagy Lostiesnek hívják magukat, az ABC a Comic-Conon szervezett találkozót, de nagy számú rajongója van jelen az interneten is a sorozatnak, akik létrehozták a Lostpediát, és rengeteg más rajongói oldalat. A sorozat bonyolult mitológiája miatt a rajongók spekulációkat és elméleteket állítottak fel a szigeten történő misztikus jelenségekre.
A Lost számos más műsorban is feltűnt a tévéképernyőn, ilyenek a Veronica Mars, a Family Guy, a South Park (Bloody Mary) valamint a Ki vagy, doki?. Emellett a Moneen, a Senses Fail, és a Gatsbys American Dream nevű rockegyüttesek is írtak dalokat a Losttal kapcsolatban.

#### Találgatások a történet megoldásával kapcsolatban
Egyelőre nem tudni, hogy a különleges jelenségekre tudományos-fantasztikus, misztikus vagy épp minden fantasztikumot nélkülöző magyarázatot adnak az írók.
|  | Alább a cselekmény részletei következnek! |

A USA Today 2004. november 17-i számában összegyűjtötte a rajongók elméleteit: a szereplők a purgatóriumba kerültek; a szigeten genetikusok (esetleg szociológusok) végeznek kísérleteket és Locke nekik dolgozik; vagy a Fantasy Island című sorozathoz hasonlóan minden csak a szereplők fejében játszódik. Az Entertainment Weekly 2004. december 3-i száma további teóriákat is közöl: egy katasztrófa elpusztította az egész emberiséget, csak a szigetlakók maradtak életben; a repülőgép földönkívüliek űrhajójával ütközött, és ők azok, akik megfigyelik az embereket; az egész történet nem más, mint az egyetlen túlélő (valószínűleg Jack) álma. A fekete füstöt irányítani lehet. Az utóbbi kettőt a stáb tagjai és a szereplők közül is többen meglehetősen valószínűtlen megoldásnak tartják.
A lost.tv-nek adott interjújában Damon Lindelof a következőket mondta: „Ezek nem valóságosnak képzelt dolgok, melyek valaki agyában játszódnak le. Arról sincs szó, amit szintén hallottam, hogy az összes szereplő Locke különböző személyisége lenne. Erre csak azt tudom mondani, hogy igen, én is láttam az Azonosságot, de nem tetszett.”
A Zap2It értesülése szerint a William S. Paley Televíziós Fesztiválon tartott fórumon J. J. Abrams a purgatórium-elméletet is elutasította.
|  | Itt a vége a cselekmény részletezésének! |

## Érdekességek
A Lost másfél órás nyitórésze volt a legköltségesebb pilot a televíziózás történetében: több mint 10 millió dollárba került. Csak a díszletként használt Lockheed L-1011 repülőgép megvétele és szállítása egymillió dollárt emésztett fel.
A Számok című epizód után, melyet 2005. március 2-án vetítettek, számos ember játszotta meg a lottón a filmben elhangzott 6 számot. A Pittsburgh Tribune-Review szerint 500 helyi játékos játszotta meg ezeket a számokat a vetítést követő 3 napban. Ugyanebben az időben Michiganben másik 200 ember is ugyanezekre a számokra tippelt.
Az első évad barlangjeleneteit egy olyan raktárhelyiségben forgatták, ami már 1999 óta üresen állt az akkor ott történt tömegmészárlás miatt.

## Szinkron
Az évadok folyamán többször is változott a szinkronstúdió és stáblista felolvasója.
| Évad      | Megrendelő | Szinkronstúdió          | Felolvasó       |
| --------- | ---------- | ----------------------- | --------------- |
| 1. évad   | AXN        | HBO                     | Bordi András    |
| 2-3. évad | AXN        | Masterfilm Digital Kft. | Bozai József    |
| 4-5. évad | AXN        | SDI                     | Szilágyi Zoltán |
| 6. évad   | AXN        | SDI Media Hungary       | Szilágyi Zoltán |

Ismeretlen = Nem hangzik el a megrendelő neve